# George (Sudafrica)
George è una cittadina del Sudafrica nella Provincia del Capo Occidentale. Conta circa 140 000 abitanti. Si trova sulla celebre strada costiera "Garden Route", quasi circa a metà strada fra Città del Capo (420 km a ovest) e Port Elizabeth (330 km a est). Sorge su un pianoro di 10 km situato fra il monte Outeniqua a nord e l'Oceano Indiano a sud.

## Geografia fisica

### Clima
Come tutta la zona della Garden Route, George gode di un clima mediterraneo, con estati moderatamente calde e inverni miti. È una zona molto piovosa, soprattutto in inverno.

## Storia
Fondata nel 1811, George è la sesta città più antica del Sudafrica, e la prima fondata nell'epoca del dominio britannico; prese il nome da Giorgio III d'Inghilterra. Già dal 1776, tuttavia, la zona ospitava un piccolo insediamento della Compagnia Olandese delle Indie Orientali, che ricavava legno dalle foreste dell'Outeniqua.

## Monumenti e luoghi d'interesse
Fra le attrazioni turistiche si possono menzionare:
- Albero degli schiavi: in inglese Slave Tree, è un'antica quercia dichiarata monumento nazionale.
- Edificio della King Edward VII Library: considerato un esempio significativo di architettura edoardiana.
- Giardino botanico: consente invece di ammirare molte delle specie vegetali della zona della Garden Route e del Regno Floreale del Capo.

George si trova inoltre a pochi chilometri dal Parco nazionale Tsitsikamma.

## Cultura

### Musei
- Outeniqua Transport Museum: ospita un grande numero di locomotive a vapore.

## Economia

### Turismo
Grazie anche alla sua posizione lungo la panoramica Garden Route, George oggi è una meta turistica di una certa importanza.

## Infrastrutture e trasporti

### Treno
Da George partiva anche il treno a vapore turistico Outeniqua Choo Tjoe, che arrivava a Knysna lungo un percorso panoramico.